# Ямайка на зимових Олімпійських іграх 1988
Ямайка на Зимових Олімпійських іграх 1988 була представлена чотирма спортсменами, які виступали у бобслеї. Це була перша участь Ямайки у Зимових Олімпійських іграх. В 1993 році на основі цих подій був знятий фільм Круті віражі.
У змаганнях четвірок збірна Ямайки не змогла закінчити виступи, вилетівши з траси в одному з чотирьох заїздів. У цей момент їх боб ще був досить не об'їжджений, і вони боролися з технічними неполадками. 
Проте, збірна такої нетипової для зимових Олімпійських ігор країни завоювала симпатії публіки. У тому заїзді, який вони не змогли закінчити, спортсмени під оплески глядачів донесли боб до фінішу.